# Argostemma viscidum
Argostemma viscidum är en måreväxtart som beskrevs av Henry Nicholas Ridley. Argostemma viscidum ingår i släktet Argostemma och familjen måreväxter. Inga underarter finns listade i Catalogue of Life.